# Calolisianthus pulcherrimus
Calolisianthus pulcherrimus är en gentianaväxtart som först beskrevs av Carl Friedrich Philipp von Martius, och fick sitt nu gällande namn av Ernest Friedrich Gilg. Calolisianthus pulcherrimus ingår i släktet Calolisianthus och familjen gentianaväxter. Inga underarter finns listade i Catalogue of Life.